# 6 décembre 1944
Le mercredi 6 décembre 1944 est le 341e jour de l'année 1944.

## Naissances
- Willie Hutch (mort le 19 septembre 2005) auteur-compositeur-interprète, guitariste et producteur de musique américain.
- Arnon Milchan , producteur, espion et marchand d'armes israélo-américain
- Vicente Albero, homme politique espagnol
- Hans-Ulrich Thomale, joueur de football allemand
- Jonathan King, chanteur et producteur anglais
- Tsuneo Mori (mort le 1er janvier 1973), un des chefs de l’Armée rouge unifiée, un groupe terroriste, basé au Japon et actif de 1971 à 1972
- Nzimbi Ngbale (mort le 28 septembre 2005), général zaïrois

## Décès
- Gustave Stoskopf (né le 8 juillet 1869), artiste-peintre alsacien
- Karl Wilhelm Verhoeff (né le 25 novembre 1867), zoologiste allemand

## Autres événements
- Le sous-marin Unterseeboot 297 est coulé
- Début de l'écriture du cycle de pièces pour piano intitulé Cahier d'enfant
- Sortie française du film Le Bossu
- Première attritbution de l'Ordre de la Gloire maternelle
- Premier vol d'un avion allemand de modèle Heinkel He 162
- Sortie américaine du film Les Cuistots de Sa Majesté
- Libération de Morhange (Moselle)